# Lala (pintora)
Lala de Cízico, também escrita Laya, Iaia e Lalla, é uma pintora e escultora da Antiguidade Clássica de Cízico. Ela pintou principalmente retratos de mulheres.